# Journal de Pharmacie et de Chimie
Journal de Pharmacie et de Chimie (abreviado J. Pharm. Chim.) fue una revista con ilustraciones y descripciones botánicas que fue publicada en París editada por la Société de Pharmacie de Paris, desde 1809 hasta 1942 en varias series.

## Publicación
- Serie n.º 1, Vols. 1-6, 1809-14;
- Serie n.º 2, vols. 1-27, 1815-41;
- Serie n.º 3, vols. 1-46, 1842-64;
- Serie n.º 4, vols. 1-30, 1865-79;
- Serie n.º 5, vols. 1-30, 1880-94;
- Serie n.º 6, vols. 1-30, 1895-1909;
- Serie n.º 7, vols. 1-30, 1910-24;
- Serie n.º 8, vols. 1-30, 1925-39;
- Serie n.º 9, vols. 1-2, 1940-42